# Burgerfeld
Burgerfeld ist ein Gemeindeteil des Markts Arnstorf im niederbayerischen Landkreis Rottal-Inn.
Die inzwischen verfallene Einöde lag zwei Kilometer nordöstlich des Zentrums von Arnstorf auf freier Flur auf der Gemarkung Arnstorf.